# حامد آفاق
حامد آفاق إسلامیة (من مواليد 1 فبراير 1983) هو لاعب كرة سلة إيراني محترف يلعب مع شاهرداري أراك في الدوري الإيراني الممتاز وكذلك لمنتخب إيران لكرة السلة. يبلغ طوله 1.88 متر.
آفاق ممتاز في تسجيل النقاط الثلاث الاستثنائية.

## وصلات خارجية
- حامد آفاق على موقع الاتحاد الدولي لكرة السلة (الإنجليزية)
- حامد آفاق على موقع كرة السلة الأوروبية.كوم (الإنجليزية)
- حامد آفاق على موقع ريلجم (الإنجليزية)
- حامد آفاق على موقع بروبوليرز (الإنجليزية)
- حامد آفاق على موقع سبورتس رفرنس (الإنجليزية)
- حامد آفاق على موقع كووورة
- حامد آفاق على موقع اللجنة الأولمبية الدولية (الإنجليزية)
- حامد آفاق على موقع أوليمبيديا (الإنجليزية)

اللاعب حامد آفاق على موقع كووورة.